# Marko Rupnik
Marko Ivan Rupnik (Zadlog, Idrija, Eslovènia, 28 de novembre de 1954) és un sacerdot catòlic jesuïta, artista, teòleg i escriptor que s'ha fet famós com a mosaista de nombroses esglésies. Se l'ha anomenat el Miquel Àngel del segle XXI. Ha fet obres al Palau Apostòlic de la Ciutat del Vaticà, a l'església de Sant Giovanni Rotondo, els santuaris de Fàtima i Lourdes, a la catedral de l'Almudena de Madrid, a la capella del bisbat de Tenerife, a la cripta de la Catedral de Santo Domingo la Calzada, la parròquia de Sant Julià i Sant Germà de Lòria o la Cova de Sant Ignasi de Manresa.

## Biografia
El 1973 va ingressar a la Companyia de Jesús. Després d'haver estudiat filosofia a Ljubljana, es va matricular el 1977 a l'Acadèmia de Belles Arts de Roma, on va acabar els seus estudis el 1981. Després va continuar amb estudis de teologia a la Universitat Gregoriana de Roma especialitzant-se en missionologia amb la tesi "Vasili Kandinski com apropament a una lectura del significat teològic de l'art modern a la llum de la teologia russa". És ordenat sacerdot el 1985. De 1987 a 1991 va viure a Gorizia al Centre "Stella Matutina" dels jesuïtes, on va treballar sobretot entre els joves. El 1991 va obtenir el doctorat a la Facultat de Missionologia a la Gregoriana amb una tesi dirigida per Tomáš Špidlík sobre "El significat teològic missioner de l'art en els assajos de Vjačeslav Ivanovič Ivanov".
Des de setembre de 1991, resideix i treballa a Roma al Pontifici Institut Oriental - Centre Aletti del qual és director. És professor a la Pontifícia Universitat Gregoriana i el Pontifici Ateneu de Sant Anselm. En 1995, el papa Joan Pau II el va nomenar director del Taller d'art espiritual del Centre Aletti. El Taller és un entorn on l'art i la fe s'uneixen per a la creació artística, on un grup d'artistes cristians de diferents esglésies viuen i treballen junts, aprofundint al nivell teòric i pràctic les relacions entre l'art i l'espai litúrgic, sobre la base de la memòria de la tradició iconogràfica de les Esglésies d'Orient i Occident.
Des de 1999 és consultor del Pontifici Consell de la Cultura i des del 2012 del Pontifici Consell per la Nova Evangelització. Per la seva tasca cultural, ha rebut alts premis eslovens i internacionals, com el France Prešeren el 2000, el més alt reconeixement cultural de la República Eslovena, el "Signe d'honor de la Llibertat de la República d'Eslovènia" el 2002 o el premi internacional europeu "Beat Angèlic" el 2003.

## Trajectòria artística
Ha participat en diferents exposicions col·lectives i individuals com, entre d'altres, a Roma, Milà i Baltimore el 1979, a Cleveland i Ljubljana el 1980, Trieste el 1988, Klagenfurt el 1991, Sant Petersburg el 1996, Brno i Olomouc el 1997 2002.
Té obres en diversos països d'Europa, Pròxim Orient (Síria i Líban) i Amèrica (Estats Units i Brasil).
El 1999 va concloure amb el Taller d'art del Centre Aletti la renovació del mosaic de la capella Redemptoris Mater, al Palau Apostòlic de la Ciutat del Vaticà, que havia encarregat Joan Pau II.
A Espanya va començar el seu prolífic camí mosaístic a la Catedral de Santa Maria la Reial de l'Almudena a Madrid, el 2005 amb la seva sagristia, el 2006 amb la seva sala capitular o la seva obra més valorada, el 2011, de la capella del Santíssim. També a Madrid, la capella de l'hospital de la Beata Maria Anna de Jesús (2007), la capella de la Universitat CEU San Pablo (2009) i la capella de la Successió Apostòlica a la Conferència Episcopal Espanyola (2011).
A Betanzos, la capella del Centre Pai Menni (2010), a Gijón, la capella del Santíssim a l'Església de Sant Pere (2012), a Sant Cristòfol de la Llacuna, la capella de la seu del Bisbat de Tenerife (2010), a Valladolid, a la capella de l'Hospital Benito Menni (2010), a Saragossa, a l'església de Santa Maria Mare de l'Església (2011), a Guadalajara, a l'Església del Salvador (2018), a Sant Julià de Lòria, l'església de Sant Julià i Sant Germà de Lòria i a Manresa, el Santuari de la Cova de Sant Ignasi (2021).
A França la seva obra destaca a la basílica del Rosari al Santuari de Lourdes (2007), a Portugal, al nou santuari de la Santíssima Trinitat a Fàtima (2007) o a Itàlia, a l'església de Sant Piu de Pietrelcina de Sant Giovanni Rotondo (2009).